# ربيع هوبري
ربيع هوبري هو لاعب كرة قدم مغربي من مواليد 1 يناير 1986 بمدينة الدار البيضاء، شغل مركز مدافع في عدة أندية مغربية وعربية.

## روابط خارجية
- ربيع هوبري على موقع قاعدة بيانات كرة القدم.إي يو (الإنجليزية)